# Jorge E. Guajardo González

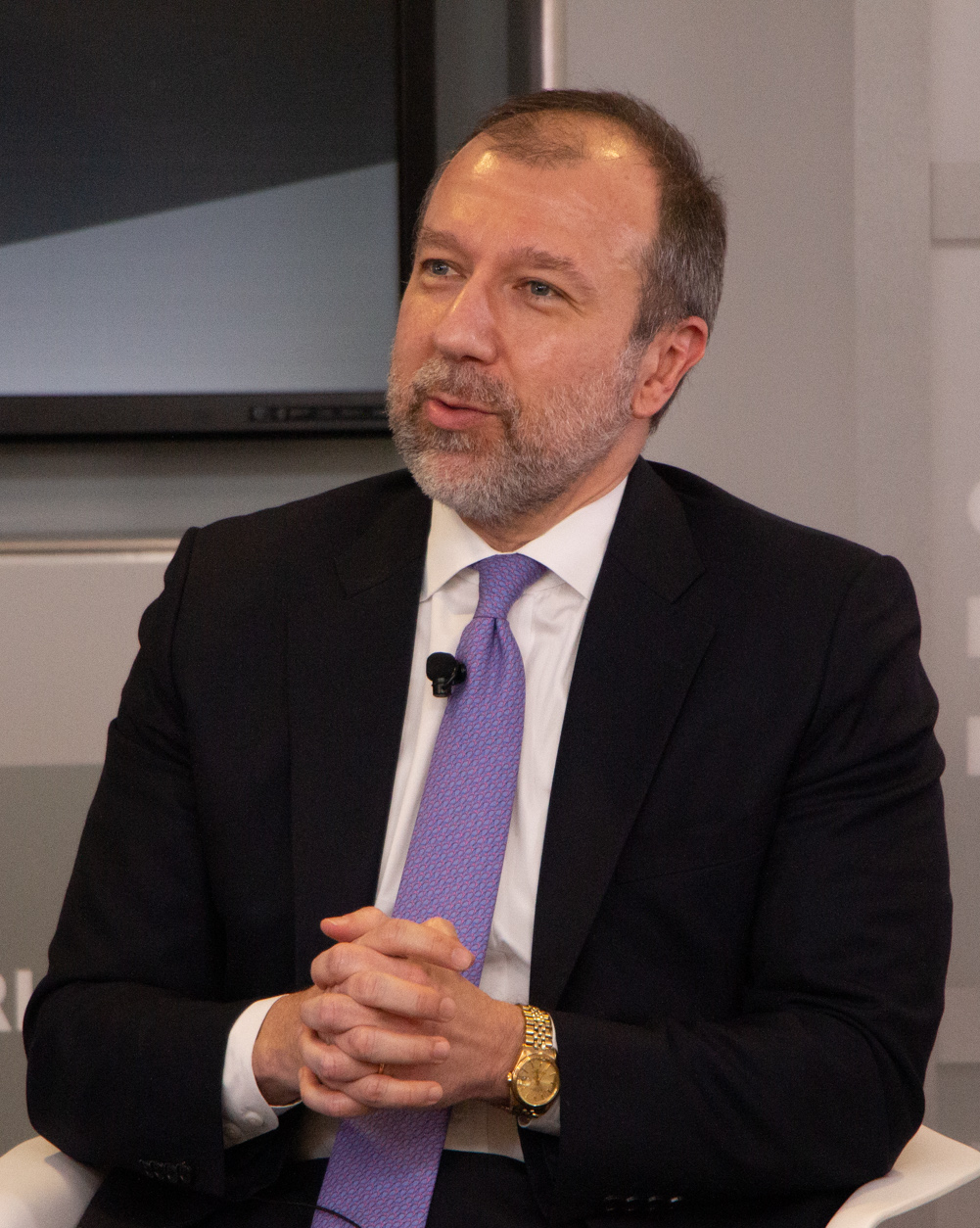
Jorge E. Guajardo González

Jorge E. Guajardo González (* 12. Oktober 1969 in Monterrey, Nuevo León) ist ein mexikanischer Botschafter.

## Leben
Jorge Eugenio Guajardo González ist Bachelor der internationalen Beziehungen der Georgetown University
Master der öffentlichen Verwaltung der Harvard Kennedy School. Er ist mit Paola Sada verheiratet, ihre Kinder sind Beatriz Benedicta und Jorge Guajardo Sada. Von 1974 bis 1997 bei der  Public-Relations-Agentur Hill & Knowlton in Washington D. C. später bei Burson-Marsteller beschäftigt. Er ist Mitglied Partido Acción Nacional (Mexiko).
Von 1997 bis 2000 leitete er die Öffentlichkeitsarbeit für die Regierung von Fernando Canales Clariond im Bundesstaat Nuevo León und suchte bei Unternehmer für die Präsidentschaftskandidatur von Vicente Fox Unterstützung, 2005 wurde er unter der Regierung von Vicente Fox Konsul in Austin, Texas. Für den Wahlkampf von Felipe Calderón machte er Fundraising. In der Amtszeit von Calderon wurde er zunächst Stellvertreter seines Vorgängers als Botschafter in Peking.
| Vorgänger               | Amt                                                              | Nachfolger            |
| ----------------------- | ---------------------------------------------------------------- | --------------------- |
| —                       | mexikanischer Konsul in Austin Texas 21. Mai 1997 bis 2001       | Oscar Esparza Vargas  |
| Ismael Sergio Ley López | Mexikanischer Botschafter in Peking 1 Jun. 2007 bis 31. Mai 2014 | Julián Ventura Valero |